# 돌아온 제5전선
《돌아온 제5전선》(영어: Mission: Impossible)은 1988년부터 1990년까지 방영된 미국의 드라마이다. 1966년 드라마 《제5전선》의 리바이벌 작품에 해당한다. 대한민국에서는 KBS를 통해 1989년부터 1990년까지 방영되었다.

## 등장인물
- 피터 그레이브스 - 짐 펠프스
- 테이오 펭글리스 - 니콜라스 블랙
- 토니 해밀턴 - 맥스 하트
- 필 모리스 - 그랜트 콜리어
- 제인 배들러 - 섀넌 리드

## 한국판 성우진 (KBS)
- 유강진 - 짐 펠프스 (피터 그레이브스)
- 김세한 - 니콜라스 블랙 (테이오 펭글리스)
- 엄주환 - 맥스 하트 (토니 해밀턴)
- 김도현 - 그랜트 콜리어 (필 모리스)
- 이경자 - 섀넌 리드 (제인 배들러)